# 김룡사
김룡사(金龍寺)는 경상북도 문경시 산북면에 위치한 대한불교조계종 소속 사찰이다.

## 개요
신라 진평왕 10년인 588년에 운달조사(蕓達祖師)가 운달산 자락에 절을 창건하고 운봉사라고 이름 지은 것이 김룡사의 전신이라고 전해진다. 사찰 이름이 김룡사로 개칭된 데에는 여러 전설이 전해져 온다. 그 중 한 가지는 김씨 성을 가진 사람이 죄를 지어 운봉사 아래에서 숨어 살면서 불전에 참회하였다. 아들을 낳아 이름을 김용(金龍)으로 지었는데, 이때부터 가문이 부유해져 마을 이름이 김룡리라 불렀으며 운봉사도 김룡사로 개칭되었다는 것이다. 개칭 시기는 18세기 이후로 추정되나 분명치 않다.
조선 인조 2년에 혜총이 중창했으나 여러 차례의 화재로 불에 타면서 번창하던 건물이 줄어들었다. 특히 1997년 화재로 대웅전을 제외한 불전이 대부분 소실되어 남은 건물은 대부분 새로 지은 것들이다. 비구니 암자인 대성암으로 가는 짧은 전나무 숲길과 절 입구의 고풍스러운 목조 건물인 해우소가 볼 만한 장소이다.
일제강점기에는 31본산의 하나로 경북 북부 일대에서 45개의 말사를 거느렸으나, 조계종에서는 제8교구의 본사 직지사의 말사로 편성되었다. 조계종 종정을 지낸 성철, 서암, 서옹이 이 곳에서 수행했다. 성철이 즐겨하던 '홍하천벽해(紅霞穿碧海)'라는 말에서 따와 주문의 이름은 홍하문(紅霞門)이다.

## 관련 문화재
- 사인비구 제작 동종 - 문경김룡사동종 : 보물 제11-2호 (직지사 성보박물관 소장)
- 문경 김룡사 영산회괘불도 : 보물 제1640호
- 김룡사 사료수집(金龍寺 史料蒐集) : 등록문화재 제635호
- 대본산 김룡사 본말사 연혁 원고(大本山 金龍寺 本末寺 沿革) : 등록문화재 제636호
- 문경 김룡사 대웅전 : 경상북도 유형문화재 제453호
- 문경 김룡사 대성암 금당 : 경상북도 문화재자료 제574호

## 같이 보기
- 운달산

## 참고 자료
- “김룡사의 역사”. 김룡사. 2008년 4월 28일에 확인함.[깨진 링크(과거 내용 찾기)]
- 민병준 (2007년 5월 28일). “[여행] 문경 김룡사”. 주간한국. 2008년 4월 28일에 확인함. |제목=에 지움 문자가 있음(위치 1) (도움말)